# Arturo Garzes
Arturo Nicolas Garzes (Caltanissetta, 29 febbraio 1856 – Torino, 30 aprile 1915) è stato un attore e drammaturgo italiano.

## Biografia
Figlio terzogenito del romano Luigi Garzes (1825) e della capuana Giuseppina Almirante (1826 - 1865), fratello minore di Angela e Francesco, ebbe minor fama rispetto a quest'ultimo. Entrato giovanissimo nella compagnia teatrale paterna, ne fece parte fino al 1878.
Nel 1882 Garzes fu scritturato dalla Compagnia Ciotti-Aliprandi-Fagiuoli, nel 1883 dalla Ciotti-Serafini, nel 1884 fu con Adelaide Tessero; nel 1886 fece parte della compagnia di Giuseppe Palamidessi e nel 1887 della Borelli-Brignone con la qualifica di «primo attore giovane», per rientrare nel 1888 in quella paterna, e divenire «attore brillante» nel 1889 nella Diligenti. 
Nel 1892 sostituì il fratello nella Compagnia Pasta-Reinach, in cui si esibì fino al 1897, quando formò per tre anni una compagnia teatrale con Luigi Ruspantini e Irma Gramatica. 
Trasferitosi a Torino negli anni dieci, in questa città fu anche attore cinematografico, prima all'Itala Film e poi alla Savoia Film, dove interpretò circa una ventina di film dal 1910 al 1915. Non trascurò l'attività teatrale, e dal 1912 fece parte della compagnia di Gero Zambuto.

## Opere
- Stella - Milano (1885)
- Maso - Milano (1885)
- Chi sarà? - Milano (1886)
- Gilda - Milano (1887)
- Per diritto di pedaggio - Milano (1887)
- I minatori del Belgio - Milano (1888)
- In Gallura - Milano (1890)

## Filmografia parziale
- Collana tentatrice, regia di Luigi Romano Borgnetto (1910)
- La miniera di ferro, regia di Oreste Mentasti (1912)
- Erodiade, regia di Oreste Mentasti (1912)
- Satanella, regia di Ubaldo Maria Del Colle e Alberto Nepoti (1913)
- Il pane altrui, regia di Ubaldo Maria Del Colle (1913)
- Messaggio del vento, regia di Oreste Mentasti (1913)
- Il cadavere vivente, regia di Oreste Mentasti e Nino Oxilia (1913)
- La morte civile, regia di Ubaldo Maria Del Colle (1913)
- Giovanna D'Arco, regia di Ubaldo Maria Del Colle e Nino Oxilia (1913)
- L'erede di Jago, regia di Alberto Carlo Lolli (1913)
- In hoc signo vinces, regia di Nino Oxilia (1913)
- Il mistero di Jack Hilton, regia di Ubaldo Maria Del Colle (1913)
- Ultimo anelito, regia di Ubaldo Maria Del Colle (1914)
- Il procuratore generale, regia di Ubaldo Maria Del Colle (1915)